# Kreolsprachen von São Tomé und Príncipe

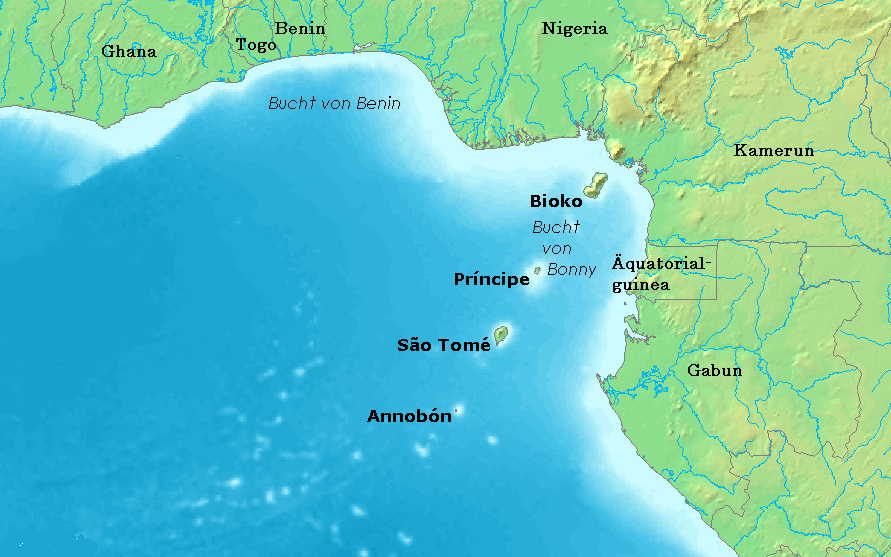
Die Inseln São Tomé und Príncipe im Golf von Guinea

Auf den beiden Inseln, die den Staat São Tomé und Príncipe bilden, werden neben der Amtssprache Portugiesisch drei verschiedene Kreolsprachen gesprochen:
- Santomense
- Principense

und
- Angolar

Diese bemerkenswerte linguistische Besonderheit lässt sich größtenteils aus der Geschichte São Tomés und Príncipes erklären.

## Santomense
Das Santomensische, auch Forro (portugiesisch: freigelassener Sklave) oder Lungwa di tela (portugiesisch : língua de terra, deutsch : Sprache der Heimat) genannt, wurde vorwiegend von der angesehenen Kreolschicht gesprochen, wodurch es zur Mehrheitssprache sowohl auf São Tomé als auch auf Príncipe wurde. Auch nachdem portugiesische Unternehmer den Großteil der Ländereien während des Kaffeebooms zu Beginn des 20. Jahrhunderts zurückgekauft hatten, blieb das Santomense aufgrund der etablierten Gruppenidentität der Sprechergruppe eine angesehene Sprache (vgl. Lorenzino 1998: 39).
Die Tatsache, dass das Santomense strukturell dem Principense (s. u.) sehr ähnlich ist, ist wahrscheinlich sowohl darauf zurückzuführen, dass Príncipe nach einer Malariaepidemie, bei der nur 300 Menschen insgesamt überlebten (vgl. Günther 1973: 13), mit Sklaven aus São Tomé bevölkert wurde, als auch darauf, dass der Sprachkontakt zwischen den Bantu-Sprachen und dem Portugiesischen auf beiden Inseln strukturell ähnlich war.
Zur Entwicklung der portugiesisch basierten Kreolsprachen und der Kreolsprachen im Allgemeinen, gibt es verschiedene Theorien. Eine davon besagt, dass sich diese Sprachen aus einer lingua franca, einer Verkehrssprache zwischen den Plantagenbesitzern und den Sklaven, bzw. einem portugiesisch basierten Pidgin entwickelte, das in der zweiten Generation, also sobald es eine Muttersprache war, zur Kreolsprache wurde. Dieser „substrattheoretische Ansatz“ besagt, dass hier Sklaven, die ihre Muttersprache nur noch begrenzt verwenden, die Kolonialsprache aber auch nicht vollständig erlernen, auf Grundstrukturen ihrer muttersprachlichen Grammatik zurückgreifen und auf die teilweise missverstandene Lexik der europäischen Sprache anwenden (vgl. Boretzky 1994: 147). Charakteristisch für Kreolsprachen ist also, dass die Lexik zu einem großen Teil der Superstratsprache der Kolonisten entnommen wird (hier Portugiesisch), wobei viele Elemente der Grammatik und Syntax der indigenen Substratsprachen (hier Bantu- und Kwa-Sprachen) entnommen sind (wie beispielsweise die Verdoppelung eines Wortes, auf die weiter unten noch eingegangen werden soll) (vgl. Günther 1973: 21, 22).

## Principense
Das Principensische oder die lingua le (von portugiesisch língua da ilha, deutsch: Sprache der Insel) ist, wie gesagt, dem Santomensischen recht ähnlich, da die kleinere der beiden Inseln im 16. Jahrhundert mit Sklaven von São Tomé besiedelt wurde (s. o.).

## Angolar
Der Ursprung der Sprechergruppe dieser Kreolsprache, der so genannten Angolares, ist nicht eindeutig belegt. Es gibt einerseits die Theorie, dass die es sich um Nachkommen von freigelassenen schwarzen Sklaven handelt, da es ab 1550 bis ins 17. Jahrhundert Überfälle auf die Plantagen gab, wobei allerdings die Existenz der Angolares erst ab dem frühen 17. Jahrhundert eindeutig belegt ist. Andererseits wird vermutet, dass die Angolares sich aus einem untergegangenen Sklavenschiff auf die Insel São Tomé retten konnten und so ihre vom Plantagensystem abgetrennte Gesellschaft etablieren konnten (vgl. Maurer 1995: 2). Das Leben der Angolares als Fischer und Kleinbauern im Südosten der Insel war also relativ frei, bis die boomende Wirtschaft der Insel zu Beginn des 19. Jahrhunderts die Erschließung weiterer Anbauflächen für Kakao und Kaffee notwendig machte. Nun stießen die Plantagenbesitzer auf die Angolares, doch der Kontakt war relativ friedlich, da die Angolares bereit waren, als Kanubauer und Waldarbeiter im Transport der auf den Plantagen produzierten Waren zu arbeiten. Sprachlich gesehen beginnt an dieser Stelle die in der Angolarkultur mit „bila folo“ (Forro werden) bezeichnete Entwicklung, die eine Annäherung des Angolar an das sprecherzahlenmäßig weit überlegene Santomensische (Forro) bezeichnet. Für die Angolares war und ist ihre eigene Sprache eng verbunden mit der Gruppenidentität und trotz des Sprachkontaktes mit dem Santomense und dem Portugiesischen wird die Sprache weiterhin gesprochen und kultiviert, wenn auch bei Mischehen meist das Santomense dominiert (vgl. Lorenzino 1998: 52, 53).

## Linguistische Betrachtung der drei Sprachen
Um dieses Kapitel übersichtlich zu gestalten, ist es vergleichend aufgebaut. Verschiedene wichtige Aspekte der drei Sprachen sollen hier kontrastiv gegenübergestellt werden, sowohl um die Unterschiede herauszuarbeiten, als auch, um allgemeine Entwicklungen und Regelmäßigkeiten der Kreolsprachen zu verdeutlichen. Zunächst werden phonetische Besonderheiten betrachtet, um im Folgenden einige Aspekte aus Lexikosemantik und Morphosyntax herauszugreifen. 

## Phonetik
Das Phoneminventar aller drei Sprachen auf São Tomé und Príncipe ist demjenigen des Portugiesischen recht ähnlich, es enthält beispielsweise auch Nasalvokale wie das Portugiesische. Allerdings haben sich bestimmte Laute in unterschiedlicher Weise ausgehend vom Phoneminventar der portugiesischen Lexik entwickelt. Als Besonderheit ist zu erwähnen, dass das Angolar als einzige der drei Sprachen die phonetisch relativ schwer zu realisierenden dentalen Frikative, die dem englischen stimmhaften und stimmlosen [th] vergleichbar sind, verwendet (vgl. Maurer 1994: 9).

### Regelhafte Lautentwicklungen und Liquidencluster
In Angolar und Santomense werden die portugiesischen Frikative ch und j ersetzt. Dies findet im Principense nicht regelmäßig statt. So werden die portugiesischen Wörter chuva (Regen) und já (schon, sofort) in Angolar zu Tuba2 und Ua, in Santomense zu suva und za; somit bleibt es bei gleicher Artikulationsart und Stimmbeteiligung, allerdings verändert sich der Artikulationsort (vgl. Lorenzino 1998: 74). Im Principensischen seien drei Beispiele genannt, die eine nicht regelmäßige Entwicklung der Laute ch und j belegen. So wird aus dem portugiesischen Wort chave (Schlüssel) im Principensischen savi, was eine ähnliche Regularität wie im Santomensischen vermuten lässt, doch bleibt bei folgenden beiden Wörtern der anlautende Frikativ erhalten: gentinho → chici und chifre → sifi (vgl. Günther 1973: 268).
Bei einem anderen phonetischen Phänomen bildet das Santomensische eine Ausnahme. Es ist die einzige der drei Kreolsprachen, die die unten aufgelisteten Liquidencluster aus dem Portugiesischen übernommen, bzw. nur abgewandelt hat, statt einen Konsonanten wegzulassen, wie es in den beiden anderen Sprachen geschehen ist. Die nachfolgende Tabelle zeigt eine Liste, die dies belegt. Die Unvollständigkeit ist darauf zurückzuführen, dass die Angaben verschiedenen Quellen entnommen sind.
| Portugiesisch | Angolar  | Santomense | Principense |
| ------------- | -------- | ---------- | ----------- |
| trabalhar     | taba     | tlaba      | tabyá       |
| casca         | kachika  | kachka     |             |
| desgraça      | disigaTa | dichglasa  |             |
| preto         | peetu    | pletu      | pÈ´tu       |
| graxa         | ngaTa    | nglasa     |             |
| cruz          | kuuTu    | klusu      | cuzu        |
| falcão        | fako     | farkon     | fákon       |

Diese Ausnahme des Santomensischen ist auf die übliche Vokal-Konsonanten-Verteilung der beiden anderen Kreolsprachen zurückzuführen, die nur selten zwei aufeinander folgende Konsonanten zulässt. Die Tatsache, dass die Liquide r durch l ersetzt wird, ist eine verbreitete Alternation, die unter dem Begriff Rhotazismus zusammengefasst wird (vgl. Bußmann 1990: 651). Steht bei dem portugiesischen Ursprungswort eines Wortes in Angolar r oder l vor einem betonten Vokal, so verdoppelt sich dieser, wie an folgendem Beispiel deutlich wird. Aus dem portugiesischen Wort fruta (Obst) wird in Angolar fuúta, was in Opposition steht zu dem aus furtar abgeleiteten futá steht. Dies ist bereits ein Vorgriff auf das nachfolgende Thema der bedeutungsunterscheidenden Tonlänge und -höhe (vgl. Lorenzino 1998: 91).

### Vokallänge und Toneme
Eine bemerkenswerte Besonderheit zweier der drei hier behandelten Kreolsprachen stellt die bedeutungsunterscheidende Tonalität von Vokalen dar, womit sie zu den Tonsprachen zu rechnen sind. Sowohl im Principensischen als auch im Angolar haben Unterschiede in Tonlänge und Tonhöhe Phonemcharakter. In der nachfolgenden Tabelle sind die möglichen Tonverbindungen als Minimalpaaranalyse dargestellt. H steht für hoch und wird im Wort mit einem ´ markiert, T für tief und wird im Wort mit einem `markiert.
| HH :           | TT             |
| mámá (Brust)   | màmà (stillen) |
| HH :           | HT             |
| mÓCí (viel)    | mÓCì (Tod)     |
| HT :           | TT             |
| ándà (dennoch) | àndà (kauen)   |
| HT :           | TH             |
| bÓrÒ (Kante)   | bÒrÓ (Stock)   |
| TH :           | TT             |
| màzí (Öl)      | màzì (aber)    |

(vgl. Lorenzino 1998: 92)
Als möglicher Grund hierfür kann die Tonalität der Hauptsubstratsprache des Angolar, der Bantusprache Kimbundu angegeben werden.
Im Principensischen werden sogar drei statt wie im Angolar zwei Töne unterschieden: hoch, tief und steigend. Die nachstehende Tabelle verdeutlicht dies an Beispielen. Hochtöne sind hier durch ´ markiert, Tieftöne durch ` und Steigtöne durch ^:
| pá (praia, Strand)         | pà (para, für)           |
| fá (falar, sprechen)       | fà (Verneinungspartikel) |
| swá (história, Geschichte) | swâ (suar, schwitzen)    |
| pwé (pai, Vater)           | pwê (parir, gebären)     |

Zwischen Tief- und Steigton gibt es keine Opposition. Zu den möglichen Ursprüngen der Tonalität werden keine Angaben gemacht, es ist jedoch auch hier eine afrikanische Sprache als Vorbild zu vermuten (vgl. Günther 1973: 50, 51).

## Lexikosemantik

### Substratspracheneinflüsse anhand von Numeralen
Was die Lexikosemantik betrifft, sollen zunächst einige Zahlen genannt werden, um dann anhand der Numerale vergleichend die verschiedenen Einflüsse darzustellen. Angolar ist diejenige der drei Sprachen, mit der meisten afrikanisch beeinflussten Lexik, bei der sowohl Kwa als auch Bantu-Einflüsse bewiesen sind; Santomensisch weist ebenfalls Kwa- und Bantu-Einflüsse auf, wohingegen beim Principensischen die Bini-Sprache aus Nigeria als größte afrikanische Einflussquelle gilt. Hier fehlen allerdings genaue Zahlen (vgl. Günther 1973: 32,33; Lorenzino 1998: 99). Ausgehend von der Swadesh-Liste, einer Liste von etwa 200 basalen Wörtern, anhand deren Entsprechungen in den jeweiligen Sprachen es möglich ist, verschiedene Sprachen zu vergleichen und die Einflüsse der verschiedenen Substrat- und Superstratsprachen in Zahlen auszudrücken (vgl. Digitale Quelle g).
| Sprache    | Portugiesische Wörter | Afrikanische Wörter |
| ---------- | --------------------- | ------------------- |
| Angolar    | 77 %                  | 23 %                |
| Santomense | 89 %                  | 11 %                |

(vgl. Lorenzino 1998: 100)
Aus dieser Tabelle geht hervor, dass das Santomensische weitaus mehr portugiesische Lexik angenommen hat als das Angolar. Zu bemerken ist weiterhin, dass das Vokabular des Santomensischen die meisten seiner afrikanischen Wörter aus dem Kikongo und dem Edo übernommen hat, wohingegen beim Angolar Kimbundu und Kikongo die Hauptsubstratquellen darstellen.
Als Beispiel für die verschiedenen Entwicklungen bei der Übernahme von Wörtern soll nachfolgend eine Liste von Numeralen dienen, anhand derer sowohl allgemeine phonetische Entwicklungen deutlich werden als auch Lehnübersetzungen und Vermischungen von afrikanischen Strukturen und portugiesischer Lexik. Aufgeführt werden sowohl zwei afrikanische Substratsprachen als auch die Superstratsprache Portugiesisch, um deren Einflüsse auf die Kreolsprachen zu verdeutlichen. Dies soll durch die farbige Markierung noch unterstrichen werden:
|    | Angolar             | Santomense   | Principense | Portugiesisch  | Kikongo        | Kimbundu        |
| -- | ------------------- | ------------ | ----------- | -------------- | -------------- | --------------- |
| 1  | una                 | una          | una         | um/a           | -mosi          | kamue           |
| 2  | dooTu               | dósu         | dósu        | dois/duas      | -ole           | kiiadi          |
| 3  | teesi               | tlési        | téSi        | três           | -tatu          | katatu          |
| 4  | kuana               | kwátlu       | kwátu       | quatro         | -ya            | kwana           |
| 5  | tanO                | sínku        | Sinku       | cinco          | -tanu          | tanu            |
| 6  | TamanO              | séSi         | séy         | seis           | -sambanu       | samanu          |
| 7  | Tambari             | sÈtÈ         | sÈ´ci       | sete           | nsambwadi      | sambari         |
| 8  | nake                | oto          | wétu        | oito           | nana           | nake            |
| 9  | uvwa                | nOvÈ         | nóvÈ        | nove           | vwa            | vwa             |
| 10 | kwine               | dÈsi         | déSi        | dez            | kumi           | kui3i           |
| 11 | kwin ne una         | des-k(u)-una | onzÈ        | onze           | kumi ye mosi   | kui3i ni kiiadi |
| 12 | kwin ne dooTu       | …            | dóze        | doze           | kumi ye ole    | kui3i ni katatu |
| 13 | kwin ne teesi       |              | tréze       | treze          | kumi ye tatu   | …               |
| 14 | kwin ne tanO        |              | katóze      | catorze        | …              |                 |
| 15 | kwin ne kuana       |              | kínZi       | quinze         |                |                 |
| 16 | kwin ne TamanO      |              | dizaséy     | dezasseis      |                |                 |
| 17 | kwin ne Tambari     |              | dizasÈci    | dezassete      |                |                 |
| 18 | kwin ne nake        |              | dizawétu    | dezoito        |                |                 |
| 19 | kwin ne uvwa        |              | dizanóvÈ    | dezanove       |                |                 |
| 20 | makeri              | dósu dÈSi    | vinci       | vinte          | makumole       |                 |
| 24 | dósu dÈSi ku kwatlu |              |             | vinte e quatro | makumole ye ya |                 |

(Quelle: Lorenzino 1998: 109, Günther 1973: 63)
Hier wird also deutlich, dass das Principensische bei den Numeralen dem Portugiesischen am nächsten ist, da sich die Orientierung am portugiesischen Zahlensystem bis zu den Zahlen über dem Zehnerbereich fortsetzt. Im Gegensatz hierzu übernimmt das Santomensische die Zahlwörter zwar ebenfalls aus dem Portugiesischen, die Struktur allerdings, die hier oberhalb des Zehnerbereichs zu erkennen ist, erinnert stark an die beiden afrikanischen Sprachen, die ebenfalls mit einer Konjunktion (ye, ni: und, plus) arbeiten. Angolar ist ganz klar die Sprache, die im Zahlensystem die wenigsten portugiesischen Wörter aufweist; nur eins, zwei, drei, fünfzig, einhundert und eintausend sind hier vom Portugiesischen abgeleitet. Die Struktur bei den Zahlen über zehn ist ebenso wie beim Santomensischen näher an den afrikanischen Sprachen, wobei hier auch die Konjunktion ne aus dem Kimbundu übernommen worden zu sein scheint. Bemerkenswert ist, dass sich trotz des offenbar sehr starken Kimbundu-Einflusses doch einige portugiesisch inspirierte Zahlwörter erhalten haben (vgl. Lorenzino 1998: 107-110).
Die bereits in Kapitel 4.2. erwähnten Liquidencluster, die sich im Santomensischen aus dem Portugiesischen erhalten haben, sind auch bei den Zahlen zu erkennen (tlési, kwátlu im Gegensatz zu teesi/téSi und kwátu). Ein weiteres phonetisches Phänomen, das hier beobachtet werden kann, ist das Verschwinden, bzw. Verwandeln von Diphthongen. Bei der Zahl acht (portugiesisch: oito, principense: wétu, santomense: oto) wird ein im Portugiesischen fallender Diphthong zu einem steigenden Diphthong im Prinzipensischen und zu einem Monophthong im Santomensischen (vgl. Günther 1973: 38).

### Verdoppelung
Die Verwendung der portugiesisch basierten Lexeme in Verbindung mit der afrikanischen Struktur im Santomensischen kann als Lehnübersetzung bezeichnet werden. Ein ähnliches Phänomen stellt die Verdoppelung einzelner Wörter in allen drei behandelten Sprachen dar, die verschiedene Funktionen haben kann und aus den afrikanischen Bantu und Kwa-Sprachen übernommen wurde. Einige der möglichen Funktionen können sein: Verlauf, Teilung (jeder Einzelne), Transportmittel, Identifikation, Häufigkeit, Verstärkung/Abschwächung, Unsicherheit und Pluralmarkierung. An den folgenden Beispielen wird dies deutlich: der santomensische Satz: e pEga-pEga anka (ele/er pegar pegar/fangen fangen carangueijo/Krabbe) wird wir folgt übersetzt: Er fängt oft Krabben. Die Wiederholung des Verbs dient hier zur Markierung der Häufigkeit einer Handlung. Ebenso das Angolar-Beispiel: nO Ta ka ntete lÈvÈ-lÈvÈ (nós/wir-, Vorzeitigkeitsmarker divertir-se/sich amüsieren/leve leve - leicht, leicht) lautet in der Übersetzung: Wir haben uns etwas amüsiert. Hier dient die Verdoppelung der Verstärkung, bzw. Abschwächung des Adjektivs leve. Ein weiteres etwas komplizierteres Beispiel verdeutlicht, was mit der oben genannten „Teilung“ gemeint ist: Aia familia bila re wala-wala (agora/jetzt família/Familie vir a mudar/sich verändert haben cada-cada/jeder jeder) wird übersetzt mit: Seit damals hat sich die Familie verändert; jeder geht seinen eigenen Weg. Im Angolar kann die Verdoppelung aber ebenso wie im Santomensischen auch als Marker, also als ein spezielles Kennzeichen für ein grammatisches Merkmal, für Wiederholung dienen, wie das folgende Beispiel zeigt: m bE mu nduku-nduku (eu/ich vir/kommen tropezar-tropezar/stolpern stolpern) übersetzt: Ich bin andauernd gestolpert (vgl. Lorenzino 1998: 119-122). Auch im Principensischen ist dieses Phänomen der Verdoppelung wie gesagt zu beobachten: mígu té vé vé (amigo/Freund teu/dein velho velho/alt alt) bedeutet Dein Freund ist wirklich sehr alt. Ebenso bedeutet mínu sé bóbo bóbo (menino/Kind ser/sein bobo bobo/einfältig) Das Kind ist ungeheuer einfältig (vgl. Günther 1973: 62). Als Ausdruck von Unsicherheit kann die Verdoppelung in folgendem principensischem Beispiel gewertet werden: e vé kwá kwá (ele/er ver/sehen qual qual/was was), übersetzt: Er sah irgendetwas (vgl. Günther 1973: 77). Weiter unten soll auch noch die Funktion der Verdoppelung als Vergangenheitsmarkierung im Principensischen erläutert werden.

### Morphosyntax
Bei allen drei Kreolsprachen von STP fehlen bestimmte Artikel und es gibt nur einen unbestimmten Artikel. Dieser ist in allen drei Sprachen gleich (una), der einzige Unterschied besteht darin, dass er im Principense nachgestellt ist, wohingegen er in Angolar und Santomense vor dem Substantiv steht. So bedeutet der principensische Satz: omi una kõta myé una (homem/Mann um/einer encontra/trifft mulher/Frau uma/eine) auf Deutsch Ein Mann trifft eine Frau. In Angolar steht der Artikel wie gesagt ebenso wie im Santomense vor dem Substantiv, wie folgender Satz zeigt: N ka tanga una Toya (eu/ich Nachzeitigkeitsmarker contar/erzählen uma história/eine Geschichte), deutsch: Ich werde eine Geschichte erzählen.

### Plural
Bei Substantiven wird der Plural durch vorangestellte Partikeln (Angolar anE, Santomense ine) bzw. gar nicht (O), durch Verdoppelung des Substantivs oder Hinzufügung von moci (viele) oder mútu (viel) (in Principense) markiert. 
So kann im Principensischen der Satz lívu sé ki mÈ´(livro/Buch este/dieses ser/sein Possessivmarker eu/ich) je nach Kontext Dieses Buch gehört mir oder Diese Bücher gehören mir bedeuten, wohingegen bei Verdoppelung eigentlich eine Menge von etwas anzeigt, wie in folgendem Satz deutlich wird: n té lívu lívu (eu/ich ter/haben livro livro/Buch): Ich habe viele Bücher oder auch in dem Ausdruck dyá dyá (día día/Tag Tag), der so viel heißt wie irgendwann einmal, in einer (unbestimmten) Menge von Tagen also. Die gleichwertig verwendbaren Attribute mõci und mutu deuten ähnlich der Reduplikation eines Wortes eine Menge an: ci té livu mõci (tu/du ter/haben livro/Buch muito/viel), deutsch: Du hast (sehr) viele Bücher (vgl. Günther 1973: 56, 57).
Beim Angolar-Pluralmarker anE fällt im Satz häufig der Anlaut weg: To, ‘nE se sor’ ngol’E ra m una kore3a pingara E (…); (então/algo Plural este soldado angolano/dieser angolanische Soldat dar/geben eu/ich Artikel pancada/Schlag espingarda/Gewehr esta/dieses), deutsche Übersetzung: Ich sah wie mich diese angolanischen Soldaten mit diesem Gewehr schlugen (…)(vgl. Lorenzino 1998: 266, 267). Der santomensische Marker funktioniert ebenso wie in Angolar.

### Adjektive
In allen drei hier behandelten Kreolsprachen wird bei Adjektiven weder zwischen den grammatikalischen noch biologischen Genera unterschieden. Aus den portugiesischen Formen mit verschiedenen Endungen wurde eine ausgewählt, die alle abdeckt. Auch zwischen Plural und Singular wird hier nicht unterschieden (Günther 1973: 61; Lorenzino 1998: 136). Bei den Adjektiven gibt es auch zwei mögliche Positionen im Satz. In Santomensisch und Angolar sind Adjektive meist nachgestellt, im Principensischen gibt es beide möglichen Positionen, wenn auch die Voranstellung des Adjektivs sehr selten ist. So steht bei dem feststehenden Begriff süße Guavenbirne (doSi gáva) das Adjektiv immer vorne, wohingegen bei nicht feststehenden Redewendungen oder Begriffen wie kwá gáni (coisa / Ding grande / groß), große Sache oder kwá bõ (coisa/Ding bom/gut), gute Sache oder aber ómi vÈ` (homem/Mann velho/alt), alter Mann das Adjektiv immer nachgestellt ist (vgl. Günther 1973: 60). In Angolar ist die korrekte Position des Adjektivs immer nachgestellt: una panera ngairu (uma panela negro), eine schwarze Pfanne oder una OmE pobi (um homem/ein Mann pobre/arm), ein armer Mann (vgl. Lorenzino 1998: 136).

### Partizipien
Die Partizipien der drei hier behandelten Sprachen leiten sich von dem regelmäßigen portugiesischen Partizipiensuffix der männlichen Einzahl –ido ab, das sich in den verschiedenen Kreols unterschiedlich verändert hat. So wird im Angolar das Partizip mit dem Suffix -ru gebildet und an den Verbstamm angefügt. Als Hilfsverb dient hier ebenso wie im Portugiesischen Ta, sein: una ria, ami ba ngaoaO nTuku. N Ta tEEbeTaru. N ka mata ngapaO (um dia/eines Tages, eu/ich ir/gehen carapau/Fischart noite/Nacht. eu/ich ser/sein atravessado/übervorteilt. eu/ich matar/töten carapau/Fischart): Eines Tages ging ich nachts carapau fangen. Ich hatte kein Glück beim Töten von carapau. Das hier verwendete Partizip wäre also tEEbeTaru (vgl. pt: atravessado); als weiteres Beispiel soll ngwEtaru (vgl. pt: aguentado) dienen, das genauso gebildet wird. N Ta kw’e ngwEtaru (eu/ich ser/sein com ele/mit ihm aguentado/ausgehalten) würde dann heißen: Ich habe mit ihm zusammen ausgehalten (vgl. Lorenzino 1998: 137).
Im Santomensischen wird entweder das Suffix –du verwendet oder das Partizip bleibt unmarkiert (O). Beispiele für ein durch Suffix markiertes Partizip wäre desididu (vgl. pt: decidido/entschlossen), der Satz: n sa desisidu (eu/ich ser/sein decidido/entschlossen) hieße in der Übersetzung: Ich bin entschlossen oder ich habe mich entschieden. Das Principensische verwendet das gleiche Suffix wie das Santomensische, um Partizipien zu markieren. Dies zeigt das Beispiel fádu, das vom portugiesischen Partizip falado abgeleitet ist. Auch hier hat wieder eine Vereinfachung stattgefunden, da das intervokalische l in der Entwicklung der Sprache weggefallen ist und von dem doppelten a nur noch ein betontes a übrig blieb. Ebenso der folgende Satz: ína té dósu mínu, una samádu zwã, ótu samádu pÈ´du (eles/Pl sie ter/haben dois filhos/zwei Söhne um/einer chamado/genannt João, outro/der andere chamado/genannt Pedro): Sie hatten zwei Söhne, der eine wurde João, der andere Pedro genannt3 (vgl. Günther 1973: 77).

### Nachzeitigkeit
Die verschiedenen Verbaltempora werden in den hier behandelten Kreolsprachen durch Marker, die sich aus portugiesischen Hilfsverben entwickelt haben, plus Partizip gebildet. Die Marker für die Nachzeitigkeit sind in Angolar Ta ka, der auch Verlauf anzeigen kann (dann wird aber eher Te ka verwendet, was dem santomensischen ska entspricht), in Santomense ka und in Principense sa kÈ´ (vyâ). Der Beispielsatz für Angolar n Ta ka fara kOmpa m una kwa (eu Nachzeitigkeitsmarker companheiro/Kumpan ele/er uma coisa/eine Sache): lautet ins Deutsche übersetzt Ich werde meinem Kollegen etwas sagen. In Santomense bedeutet e ka kuma (ele/er Nachzeitigkeitsmarker comer/essen) auf Deutsch: Er wird essen (vgl. Lorenzino 1998: 159). Im Principensischen bedeutet: n sa kÈ´ falá (eu/ich ser/sein Nachzeitigkeitsmarker falar/sprechen) auf Deutsch: Ich werde (gleich) sprechen (vgl. Günther 1973: 74) 4.

### Vorzeitigkeit, Vorvorzeitigkeit
Ebenso wie bei der Nachzeitigkeit arbeiten die Kreolsprachen von STP bei der Vorzeitigkeit mit Markern. Hier ist der portugiesische Ursprung (das Hilfsverb estar/sein im Imperfekt: estava) noch gut erkennbar. Die Marker für Vorzeitigkeit lauten ta oder ein umarkiertes Verb (O) in Angolar, taba in Santomense und té im Principense. Hier soll ein principensischer Beispielsatz genügen: n té fádu (eu/ich Vorzeitigkeitsmarker falado/gesprochen), deutsch: Ich habe gesprochen (vgl. Günther 1998: 77).
Bei der Vorvorzeitigkeit (Plusquamperfekt) kommt im Angolar und Santomensischen noch ein Element hinzu, ähnlich wie beim portugiesischen Plusquamperfekt, im Principensischen ist der Marker eine Ableitung der Imperfektform des portugiesischen Verbs estar. In Angolar lautet der Marker ta ka, im Santomensischen tava ka und im Principensischen tava. Beispielsätze sind: Angolar: E ta ma n ta ka taba IOTa Santomense: E sEbE kuma n tava ka tlaba IOsa (ele/er saber/wissen Konjunktion eu/ich tinha trabalhado/hatte gearbeitet roça/Plantage), deutsch: Er wusste, dass ich auf der Plantage gearbeitet hatte. Die principensischen Sätze n tava fádu: Ich hatte gesprochen und e táva kumÈdu zá (ele/er Vorvorzeitigkeitsmarker comido/gegessen já/schon), deutsch: Er hatte bereits gegessen (vgl. Lorenzino 1998: 159; Günther 1973: 77).

### Verlaufsform
Auch eine Verlaufsform ist den hier behandelten Sprachen gemein. Sie wird ebenfalls durch Marker ausgedrückt; diese lauten für Angolar: Ta ka, in Santomensich ska oder sa ska und in Principensisch sa. Diese Verlaufsformen kommen sowohl in der Gleichzeitigkeit als auch in der Vorzeitigkeit vor. Beispielsätze hierfür sind: Angolar: n Ta nge ka lumba ki Alcides; Santomensisch: n sa ai ska fla ku Alcides (eu/ich Verlaufsmarker1 aqui/hier Verlaufsmarker2 falar/sprechen com/mit Alcides): Ich bin hier gerade dabei, mit Alcides zu sprechen (vgl. Lorenzino 1998: 161, 162). In Principensisch lautet ein möglicher Satz: n sa dumú (eu/ich Verlaufsmarker lavar/waschen), was zu übersetzen wäre mit: ich bin gerade dabei zu waschen (vgl. Günther 1973: 71).